# Diplectrum sciurus
Diplectrum sciurus là một loài cá biển thuộc chi Diplectrum trong họ Cá mú. Loài này được mô tả lần đầu tiên vào năm 1892.

## Phân bố và môi trường sống
D. sciurus có phạm vi phân bố nhỏ hẹp ở Đông Thái Bình Dương. Loài này chỉ được tìm thấy ở phía nam bán đảo Baja California và vịnh California. D. sciurus sống xung quanh các rạn san hô ở vùng đáy cát mịn hoặc bùn, độ sâu khoảng từ 25 đến 100 m.

## Mô tả
D. sciurus trưởng thành có chiều dài cơ thể lớn nhất đo được là 17 cm. Đầu và thân có màu nâu xám, ngoại trừ vùng màu trắng từ dưới miệng đến bụng. Thân thuôn dài, có 2 sọc đen dọc theo chiều dài cơ thể và 8 - 10 các vạch sọc đứng. Bên trong nắp mang không có đốm đen. Vây lưng màu xám, có 3 hàng đốm vàng ở phần gai và 2 hàng đốm ở phần mềm. Vây đuôi màu xám đậm, có các đốm nhỏ màu vàng; đốm đen ở gốc đuôi.
Số gai ở vây lưng: 10; Số tia vây mềm ở vây lưng: 11 - 13; Số gai ở vây hậu môn: 3; Số tia vây mềm ở vây hậu môn: 7 - 8; Số tia vây mềm ở vây ngực: 16 - 18; Số vảy đường bên: 47 - 52; Số lược mang: 32 - 41.